# Perle de coco
Pour la confiserie, voir Boule coco.

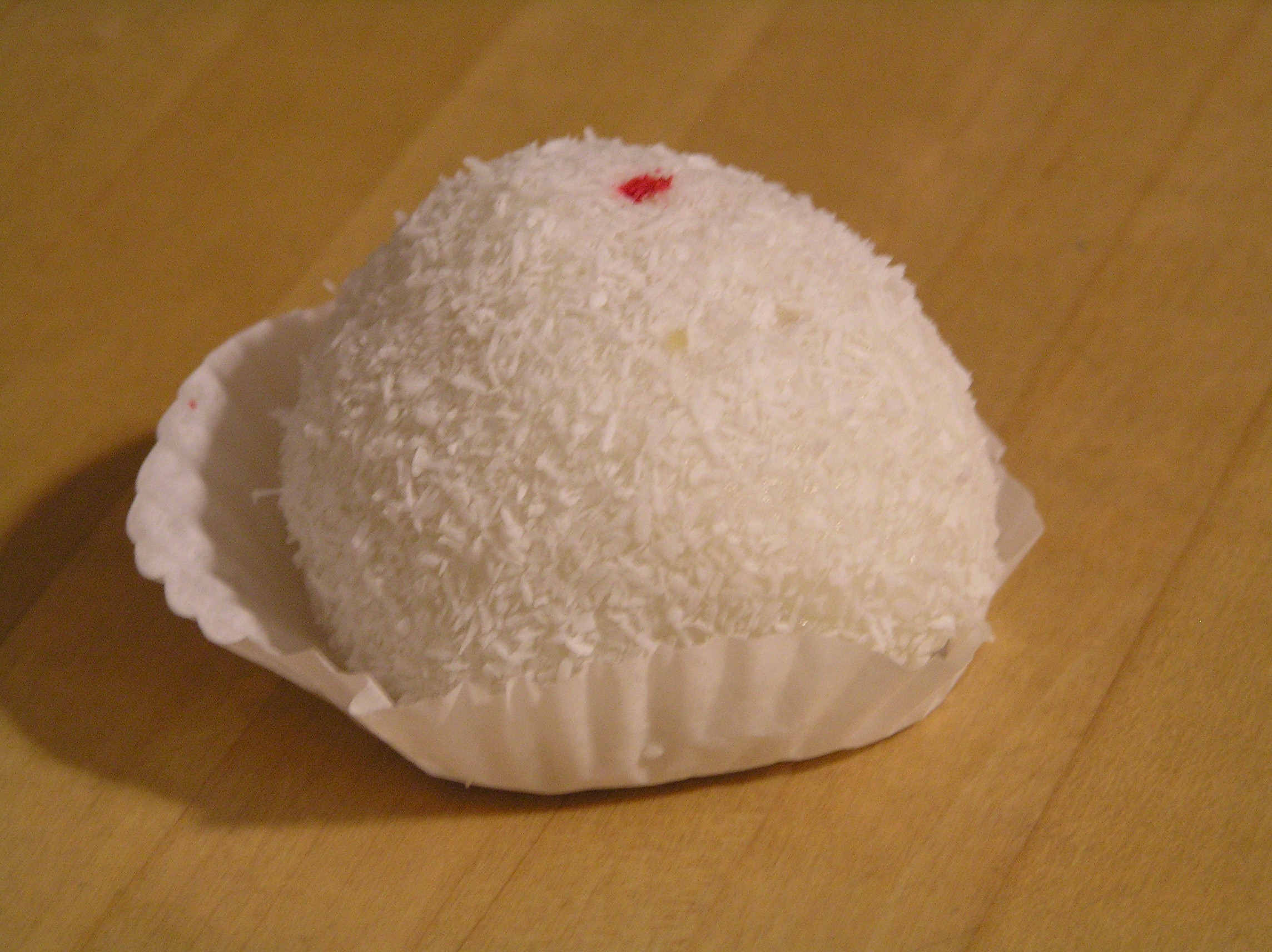
Une perle de coco.

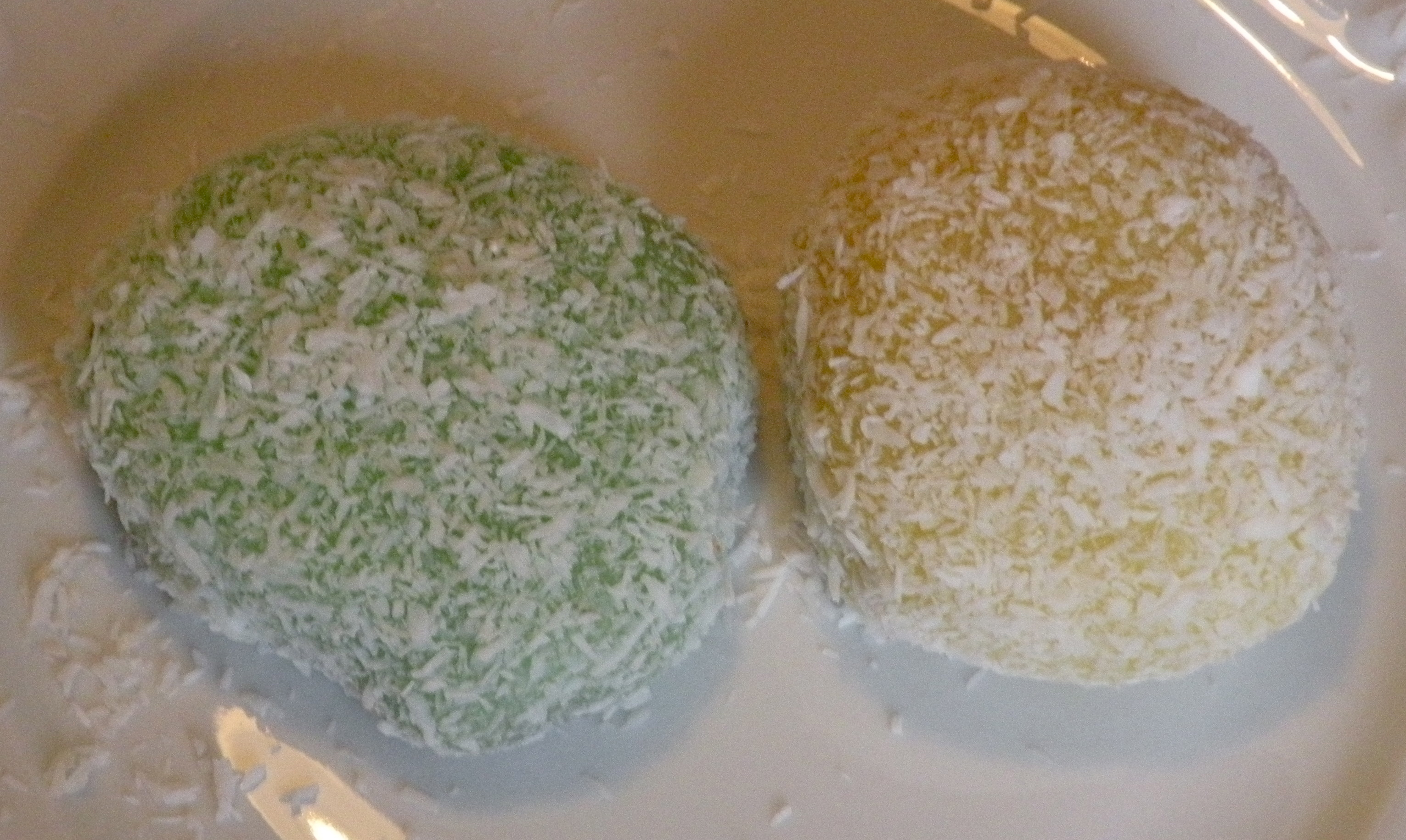
Deux perles de coco dont une à l'essence de Pandan.

La perle de coco (chinois simplifié : 椰蓉糯米糍 ; chinois traditionnel : 椰蓉糯米餈 ; pinyin : yēróng nuòmǐ cí ; litt. « pâtisserie de riz gluant à la poudre de coco », une sorte de 糯米滋 / 糯米餈, nuòmǐ cí, pâtisserie de riz gluant) est un dessert chinois à base de farine de riz gluant (à laquelle on ajoute parfois fécule de blé ou farine de maïs), fourré à la crème de haricot mungo (soja vert) et au sucre (généralement mélasse ou miel), et saupoudré de copeaux de chair de noix de coco.
Elle reprend les principes du caobing (草饼 / 草餅, « gâteau d'herbe ») ou du tangyuan (汤圆 / 湯圓, « boulette en soupe »). La recette japonaise du mochi utilise le même principe.
Elle peut également être fourrée de cacahuète, d’œuf, de sésame.
Elle se mange le plus souvent chaude ou tiède.  
Généralement de couleur blanche, les perles de coco peuvent aussi être faites, surtout dans la péninsule indochinoise, avec de l'essence de pandan et prendre une couleur verte.